# Pretoria Station

Pretoria Station ist der Hauptbahnhof der südafrikanischen Hauptstadt Pretoria. Der als Kopf- und Durchgangsbahnhof angelegte Bahnhof befindet sich in der Scheiding Street an der Einmündung zur Paul Kruger Street.
Der ursprüngliche Bahnhof wurde 1892 von der Nederlandsch-Zuid-Afrikaansche Spoorwegmaatschappij (NZASM) als einer der Endpunkte der Bahnstrecke Pretoria–Lourenço Marques errichtet. Das heutige Gebäude stammt aus dem Jahr 1910 und wurde von Sir Herbert Baker entworfen.
Im Nahverkehr dient der Bahnhof als Endpunkt der nördlichen Linien der Metrorail Gauteng. Für den normalspurigen Gautrain wurde neben dem Bahnhofsgebäude ein neuer Bahnsteig als Kopfbahnhof angelegt. Der Bahnhof dient dabei als Spitzkehre in die Richtungen Hatfield sowie Johannesburg Park Station. Der Luxuszug Blue Train hat hier einen seiner Endpunkte. Der Zugang zur Blue Train Lounge befindet sich an der Ostseite des Bahnhofsgebäudes.
Auf Grund von Verspätungen im Zugverkehr setzten am 19. Februar 2001 Reisende den Bahnhof in Brand. Die Renovierung dauerte bis Februar 2002 und kostete 18 Millionen Rand.

## Nachweise
1. ↑  SAHO: Pretoria Timeline 1800-2009. online auf www.sahistory.org.za (englisch).
2. ↑  Lucille Davie: A swastika, Herbert Baker & Pretoria Station. SouthAfrica.info, 13. Februar 2002, archiviert vom Original am 27. September 2013; abgerufen am 21. Mai 2013.  Info: Der Archivlink wurde automatisch eingesetzt und noch nicht geprüft. Bitte prüfe Original- und Archivlink gemäß Anleitung und entferne dann diesen Hinweis.
3. ↑  Züge kamen zu spät - Passagiere setzten Bahnhof in Brand. ShortNews.de, 20. Februar 2001, abgerufen am 21. Mai 2013.